# إرين دردييوك

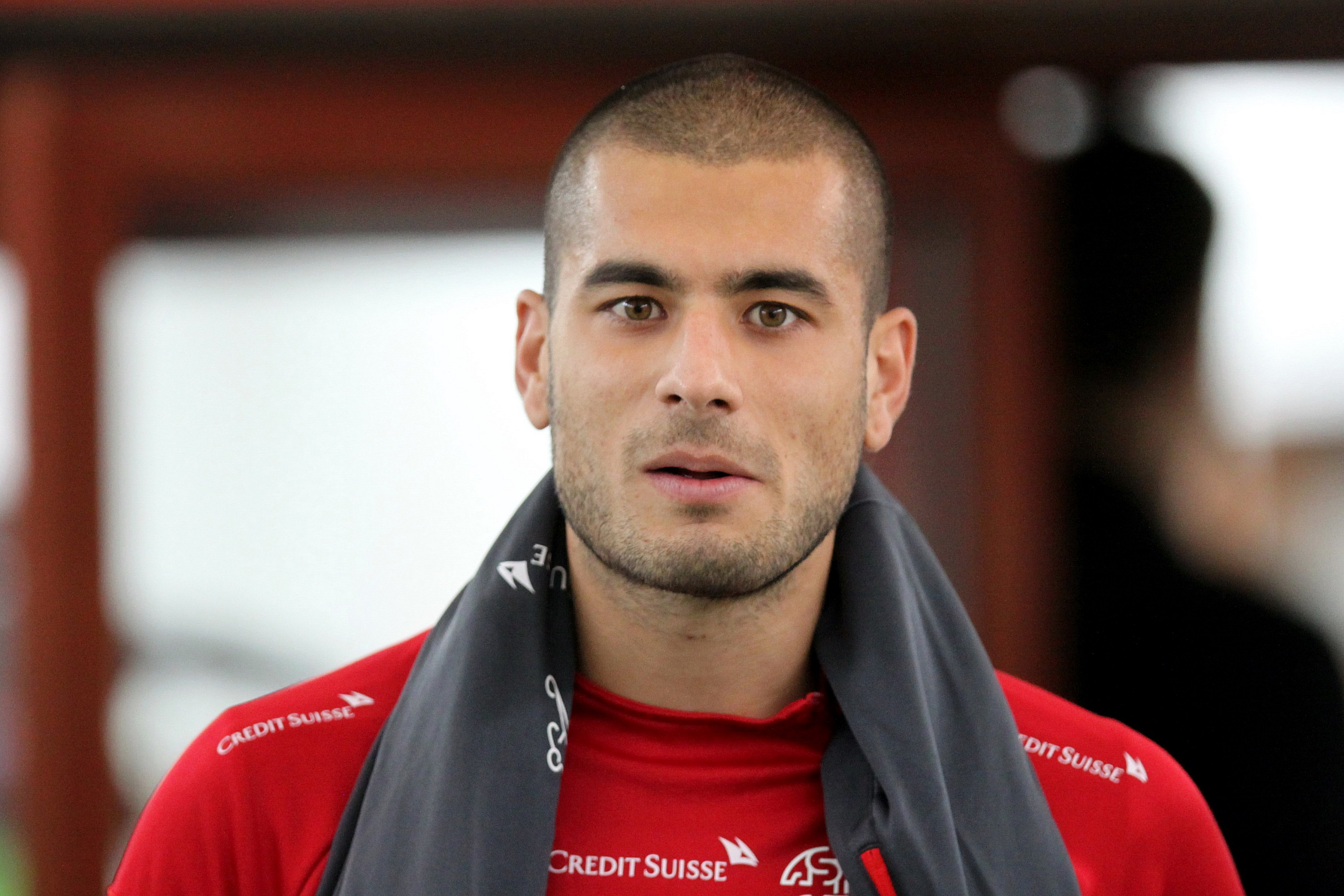

إرين دردييوك (بالتركية: Eren Derdiyok) ، من مواليد 12 يونيو 1988 في سويسرا ، لاعب كرة قدم سويسري.
يلعب مع باير ليفركوزن منذ عام 2006.
بدأ باللعب مع منتخب سويسرا لكرة القدم في عام 2008.

## روابط خارجية
- إرين دردييوك على موقع الاتحاد الدولي (مؤرشف)  (الإنجليزية)
- إرين دردييوك على موقع الاتحاد الأوربي (الإنجليزية)
- إرين دردييوك على موقع اتحاد تركيا (لاعب) (الإنجليزية)
- إرين دردييوك على موقع قاعدة بيانات كرة القدم.إي يو (الإنجليزية)
- إرين دردييوك على موقع بيانات كرة القدم. دي إي (الألمانية)
- إرين دردييوك على موقع ناشيونال فوتبول تيمز (الإنجليزية)
- إرين دردييوك على موقع Soccerway.com (الإنجليزية)
- إرين دردييوك على موقع عالم كرة القدم.نت (الإنجليزية)
- إرين دردييوك على موقع كووورة
- إرين دردييوك على موقع AS.com (الإسبانية)